# Fran Wiesthaler
Fran Wiesthaler (vístáler), slovenski klasični filolog, literarni zgodovinar in leksikograf, * 23. november 1849, Celje, † 26. januar 1927, Ljubljana.

## Življenje in delo
Fran Wiesthaler, rojen v družini Alojza in Neže Wiesthaler rojene Jug, je ljudsko šolo in prve tri razrede  gimnazije obiskoval v Celju, nadaljeval v Mariboru  (1863−68) nato v Gradcu študiral slovanske jezike in klasično filologijo (1868−72), prav tam opravil profesorske izpite iz slovenščine, latinščine, grščine in nemščine (1873/74). Kot suplent se je sprva zaposlil na mariborski gimnaziji (1873/74) ter nato v Ljubljani (1874−85), bil ravnatelj nižje gimnazije v Kranju (1885−88), dodeljen gimnaziji v Ljubljani (1888−90), ravnatelj nižje oziroma poznejše II. državne gimnazije v Ljubljani (1890−1908), vzel v letih 1908−10 študijski dupust zaradi dela z latinsko-slovenskim slovarjem in se 1910 upokojil kot vladni svetnik. Na starost je živel v precejšnji revščini kot »kronski upokojenec« in se preživljal z zasebnimi inštrukcijami.
Pisal je razprave in kritike o starejši slovenski književnosti (reformacija, V. Vodnik, J. Zupan, J.V. Koseski). Objavil je več starejših rokopisov , izdal še neobjavljene prozne spise V. Vodnika (Valentina Vodnika izbrani spisi (1890), oskrbel novo izdajo njegovih pesmi (Pesmi Valentina Vodnika, 1891) in prevodov iz grščine. Napisal je več poljudnih člankov iz rimske kulturne in družbene zgodovine. Prizadeval si je za sistematično izdajanje slovenskih gimnazijakih učbenikov. Izdal je nekaj vadnic za latinščino ter sodeloval pri Latinsko-slovenskega slovniku za 3. in 4. razred gimnazije (1882).
Njegovo najpomembnejše delo je nedokončan latinski-slovenski slovar. Zbral je skupino 20 sodelavcev, ki so po njegovi zamisli iz izvirnih latinskih besedil izpisovali in urejali gradivo. Obsežno slovarsko gradivo na več kot 3000 straneh, je bilo 1914 pripravljeno za tisk, vendar je zaradi izbruha prve svetovne vojne izšel šele leta 1923 le 1. zvezek (Latinsko-slovenski slovar/A-facilis/, 1923). Latinsko-slovenski slovar je začel, na pobudo Dušana Drolca, ponovno izhajati pri Založbi Kres, in sicer v posodobljeni obliki leta 1993  in je bil končan leta 2007. 